# Filipijnen op de Olympische Zomerspelen 1972
De Filipijnen namen deel aan de Olympische Zomerspelen 1972 in München, West-Duitsland. Voor de tweede keer op rij werd geen medaille gewonnen.

## Deelnemers en resultaten per onderdeel

### Atletiek
| Olympiër                                                | Discipline       | Resultaat | Prestatie                                         |
| ------------------------------------------------------- | ---------------- | --------- | ------------------------------------------------- |
| Tukal Mokalam                                           | 100m (m)         | 76e       | serie 11: 7de in 11,02                            |
| Tukal Mokalam                                           | 200m (m)         | 46e       | serie 9: 5de in 21,81                             |
|                                                         |                  |           |                                                   |
| Amelita Alanes                                          | 100m (v)         | 40e       | serie 4: 7de in 12,37                             |
| Amelita Alanes                                          | 200m (v          | 27e       | serie 2: 4de in 25,28 kwartfinale 1: 7de in 24,98 |
| Aida Mantawel                                           | 400m (v)         | 48e       | serie 4: 7de in 57,91                             |
| Lucila Salao                                            | 100m horden (v)  | 24e       | serie 1: 6de in 15,15                             |
| Amelita Alanes Aida Mantawel Lucila Salao Carmen Torres | 4x100m (v)       | DSQ       | serie 1: gediskwalificeerd                        |
| Josephine de la Viña                                    | discuswerpen (v) | 13e       | kwalificatie: 13de met 53,29m                     |

### Basketbal
| Olympiër | Discipline | Resultaat | Prestatie |
| --- | ---------- | --------- | --- |
| William "Bogs" Adornado Narciso Bernardo Ricardo "Joy" Cleofas Danny Florencio Jaime "Jimmy" Mariano Rosalio "Yoyong" Martirez Rogelio "Tembong" Melencio Edgardo "Ed" Ocampo Manny Paner Adriano Papa jr. Marte Samson Freddie Webb | mannen     | 13e       | groep B: 7de V van Polen: 75-90 V van Puerto Rico: 72-92 V van Bondsrepubliek Duitsland: 74-93 V van Joegoslavië: 76-117 W van Zweden: 68-62 V van Sovjet-Unie: 80-111 V van Italië: 81-101 13-16de plek: W van Egypte: 2-0 13-14de plek: W van Japan: 82-73 |

| Groep A |                          |             |             |             |            |            |            |        |
| #       | Land                     | Wedstrijden | Wedstrijden | Wedstrijden | Doelpunten | Doelpunten | Doelpunten | Punten |
| #       | Land                     | G           | W           | V           | V          | T          | Saldo      | Punten |
| 1       | Sovjet-Unie              | 7           | 7           | 0           | 639        | 479        | +160       | 14     |
| 2       | Italië                   | 7           | 5           | 2           | 547        | 471        | +76        | 12     |
| 3       | Joegoslavië              | 7           | 5           | 2           | 582        | 484        | +98        | 12     |
| 4       | Puerto Rico              | 7           | 5           | 2           | 570        | 531        | +39        | 12     |
| 5       | Bondsrepubliek Duitsland | 7           | 3           | 4           | 482        | 518        | -36        | 10     |
| 6       | Polen                    | 7           | 2           | 5           | 520        | 536        | -16        | 9      |
| 7       | Filipijnen               | 7           | 1           | 6           | 526        | 666        | -140       | 8      |
| 8       | Senegal                  | 7           | 0           | 7           | 405        | 586        | -181       | 7      |

| Ronde        | Datum   | Plaats                   | Land   | Score       | Land |
| ------------ | ------- | ------------------------ | ------ | ----------- | ---- |
| Groepsfase   |         |                          |        |             |      |
| 27 augustus  | München | Polen                    | 90-75  | Filipijnen  |      |
| 28 augustus  | München | Puerto Rico              | 92-72  | Filipijnen  |      |
| 29 augustus  | München | Bondsrepubliek Duitsland | 93-74  | Filipijnen  |      |
| 30 augustus  | München | Filipijnen               | 76-114 | Joegoslavië |      |
| 1 september  | München | Zweden                   | 62-68  | Filipijnen  |      |
| 2 september  | München | Filipijnen               | 80-111 | Sovjet-Unie |      |
| 3 september  | München | Italië                   | 101-81 | Filipijnen  |      |
| 13-16de plek |         |                          |        |             |      |
| 5 september  | München | Filipijnen               | 2-0    | Egypte      |      |
| 11-12de plek |         |                          |        |             |      |
| 7 september  | München | Japan                    | 73-82  | Filipijnen  |      |

### Boksen
| Olympiër          | Discipline | Resultaat | Prestatie                                               |
| ----------------- | ---------- | --------- | ------------------------------------------------------- |
| Vicente Arsenal   | -48kg (m)  | 17e       | 1ste ronde: V van UGA Odwori: knock-out                 |
| Rene Fortaleza    | -51kg (m)  | 32e       | 1ste ronde: V van JPN Nagai: 1-4                        |
| Ricardo Fortaleza | -54kg (m)  | 17e       | 1ste ronde: vrij 2de ronde: V van MEX Zamora: knock-out |
| Nicolas Aquilino  | -71kg (m)  | 17e       | 1ste ronde: vrij 2de ronde: V van GRE Oikonomakos: 0-5  |

### Boogschieten
| Olympiër             | Discipline      | Resultaat | Prestatie                                                                              |  |
| -------------------- | --------------- | --------- | -------------------------------------------------------------------------------------- |  |
| Ramon Aldea          | individueel (m) | 54e       | 1ste ronde: 51ste met 1067 punten 2de ronde: 54ste met 1035 punten totaal: 2102 punten |  |
| Francisco Naranjilla | individueel (m) | 37e       | 1ste ronde: 44ste met 1117 punten 2de ronde: 28ste met 1171 punten totaal: 2288 punten |  |
| Carlos Santos, Jr.   | individueel (m) | 50e       | 1ste ronde: 52ste met 1062 punten 2de ronde: 47ste met 1121 punten totaal: 2183 punten |  |

### Gewichtheffen
| Olympiër             | Discipline | Resultaat | Prestatie                                                                                    |
| -------------------- | ---------- | --------- | -------------------------------------------------------------------------------------------- |
| Salvador del Rosario | -52kg (m)  | 4e        | drukken: 16de met 85kg trekken: 10de met 90kg drukken: 12de met 115kg totaal: 290kg          |
| Nigel Trace          | -52kg (m)  | DNF       | drukken: 8ste met 97,5kg trekken: 4de met 95kg drukken: geen geldige poging                  |
| Arturo del Rosario   | -56kg (m)  | 18e       | drukken: 22ste met 92,5kg trekken: 17de met 87,5kg drukken: 14de met 122,5kg totaal: 302,5kg |

### Judo
| Olympiër        | Discipline      | Resultaat | Prestatie                                                    |
| --------------- | --------------- | --------- | ------------------------------------------------------------ |
| Renato Repuyan  | -63kg (m)       | 10e       | 1ste ronde: W van MAD Rabetrano 2de ronde: V van CUB Repuyan |
| Geronimo Dyogi  | -70kg (m)       | 10e       | 1ste ronde: W van HKG Wing 2de ronde: V van AUT Jungwirth    |
| Fernando García | -93kg (m)       | 10e       | 1ste ronde: vrij 2de ronde: V van NED Bosman                 |
| Fernando García | open klasse (m) | 10e       | 1ste ronde: W van CUB Cepro 2de ronde: V van NED Ruska       |

### Schietsport
| Olympiër            | Discipline             | Resultaat | Prestatie                             |
| ------------------- | ---------------------- | --------- | ------------------------------------- |
| Lodovico Espinosa   | 50m geweer 3 houdingen | 10e       | 1072 punten: (390-320-362)            |
| Lodovico Espinosa   | 50m geweer liggend     | 97e       | 570 punten: (92-94-96-98-96-94)       |
| Teodoro Kalaw       | 50m pistool            | 10e       | 524 punten: (82-83-92-90-88-89)       |
| Arturo Macapagal    | 50m pistool            | 10e       | 533 punten: (88-88-90-88-88-91)       |
| Tom Ong             | 50m pistool            | 57e       | 533 punten: (185-180-168)             |
| Rafael Recto        | 50m pistool            | 53e       | 553 punten: (188-185-180)             |
| Raymundo Quitoriano | skeet                  | 61e       | 143 punten: (17-16-16-19-17-21-19-21) |
| Melchor Yap         | skeet                  | 57e       | 167 punten: (20-22-20-22-19-21-22-21) |
| Manuel Earnshaw     | trap                   | DNF       | niet gefinisht                        |
| Manuel Valdes       | trap                   | 56e       | 138 punten: (15-19-14-19-13-19-18-21) |

### Wielersport
| Olympiër     | Discipline                    | Resultaat | Prestatie           |
| Baan         | Baan                          | Baan      | Baan                |
| ------------ | ----------------------------- | --------- | ------------------- |
| Maximo Junta | individuele achtervolging (m) | 28e       | kwalificatie: 28ste |
| Weg          |                               |           |                     |
| Maximo Junta | wegwedstrijd (m)              | DNF       | niet gefinisht      |

### Worstelen
| Olympiër        | Discipline  | Resultaat   | Prestatie                                                       |
| Vrije stijl     | Vrije stijl | Vrije stijl | Vrije stijl                                                     |
| --------------- | ----------- | ----------- | --------------------------------------------------------------- |
| Arturo Tanaquin | -57kg (m)   | 26e         | 1ste ronde: V van HUN Klinga 2de ronde: V van BUL Shavov        |
| Eliseo Salugta  | -62kg (m)   | 23e         | 1ste ronde: V van BUL Krastev 2de ronde: V van HUN Szabo        |
| Grieks-Romeins  |             |             |                                                                 |
| Rogelio Famatid | -57kg (m)   | 28e         | 1ste ronde: V van ROU Klinga 2de ronde: V van JPN Yamamoto      |
| Eliseo Salugta  | -62kg (m)   | 16e         | 1ste ronde: V van BUL Markov 2de ronde: V van URS Megrelishvili |

### Zeilen
| Olympiër                                  | Discipline | Resultaat | Prestatie                       |
| ----------------------------------------- | ---------- | --------- | ------------------------------- |
| Mario Almario Alfonso Qua Ambrosio Santos | soling     | 10e       | 153 punten: (25-26-25-25-24-24) |

### Zwemmen
| Olympiër                                                 | Discipline            | Resultaat | Prestatie                 |
| -------------------------------------------------------- | --------------------- | --------- | ------------------------- |
| Luis Ayesa                                               | 200m vrije slag (m)   | 40e       | serie 3: 6de in 2.05,97   |
| Dae Imlani                                               | 400m vrije slag (m)   | 37e       | serie 2: 6de in 4.24,01   |
| Dae Imlani                                               | 1500m vrije slag (m)  | 35e       | serie 4: 8ste in 17.37,65 |
| Gerardo Rosario                                          | 100m rugslag (m)      | 35e       | serie 2: 7de in 1.06,85   |
| Gerardo Rosario                                          | 200m rugslag (m)      | 32e       | serie 3: 7de in 2.23,53   |
| Amman Jalmaani                                           | 100m schoolslag (m)   | 21e       | serie 3: 5de in 1.09,28   |
| Amman Jalmaani                                           | 200m schoolslag (m)   | 29e       | serie 5: 5de in 2.33,54   |
| Carlos Singson                                           | 100m vlinderslag (m)  | 34e       | serie 4: 7de in 1.02,11   |
| Carlos Singson                                           | 200m vlinderslag (m)  | 30e       | serie 4: 8ste in 2.23,70  |
| Jairulla Jaitulla                                        | 200m wisselslag (m)   | 25e       | serie 6: 5de in 2.17,23   |
| Jairulla Jaitulla                                        | 400m wisselslag (m)   | 31e       | serie 1: 6de in 5.05,48   |
| Luis Ayesa Dae Imlani Jairulla Jaitulla Carlos Singson   | 4x100m vrije slag (m) | 13e       | serie 2: 6de in 3.47,39   |
| Edwin Borja Dae Imlani Jairulla Jaitulla Carlos Singson  | 4x200m vrije slag (m) | 14e       | serie 1: 7de in 8.44,01   |
| Luis Ayesa Amman Jalmaani Gerardo Rosario Carlos Singson | 4x100m wisselslag (m) | 16e       | serie 2: 6de in 4.13,62   |

Afghanistan · Albanië · Algerije · Amerikaanse Maagdeneilanden · Argentinië · Australië · Bahama's · Barbados · België · Bermuda · Birma · Bolivia · Bondsrepubliek Duitsland · Brazilië · Brits-Honduras · Bulgarije · Canada · Ceylon · Chili · Colombia · Congo-Brazzaville · Costa Rica · Cuba · Dahomey · Denemarken · Dominicaanse Republiek · Duitse Democratische Republiek · Ecuador · Egypte · El Salvador · Ethiopië · Fiji · Filipijnen · Finland · Frankrijk · Gabon · Ghana · Griekenland · Groot-Brittannië · Guatemala · Guyana · Haïti · Hongarije · Hongkong · Ierland · IJsland · India · Indonesië · Iran · Israël · Italië · Ivoorkust · Jamaica · Japan · Joegoslavië · Kameroen · Kenia · Khmerrepubliek · Koeweit · Lesotho · Libanon · Liberia · Liechtenstein · Luxemburg · Madagaskar · Malawi · Maleisië · Mali · Malta · Marokko · Mexico · Monaco · Mongolië · Nederland · Nederlandse Antillen · Nepal · Nicaragua · Nieuw-Zeeland · Niger · Nigeria · Noord-Korea · Noorwegen · Oeganda · Oostenrijk · Opper-Volta · Pakistan · Panama · Paraguay · Peru · Polen · Portugal · Puerto Rico · Roemenië · San Marino · Saoedi-Arabië · Senegal · Singapore · Soedan · Somalië · Sovjet-Unie · Spanje · Suriname · Swaziland · Syrië · Taiwan · Tanzania · Thailand · Togo · Trinidad en Tobago · Tsjaad · Tsjecho-Slowakije · Tunesië · Turkije · Uruguay · Venezuela · Verenigde Staten · Vietnam · Zambia · Zuid-Korea · Zweden · Zwitserland